# الاس، اریج
الاس، اریج (به فرانسوی: Alos, Ariège) یک کمون در فرانسه است که در Canton of Saint-Girons واقع شده‌است.

## خصوصیات
الاس ۲۴٫۲۶ کیلومترمربع مساحت و ۱۳۰ نفر جمعیت دارد و ۶۵۰ متر بالاتر از سطح دریا واقع شده‌است.

## امار نگاری

Population of Alos

در سال 2010، جامعه 130 نفر بود.